# Central elèctrica (Esponellà)
La Central elèctrica és una obra d'Esponellà (Pla de l'Estany) inclosa a l'Inventari del Patrimoni Arquitectònic de Catalunya.

## Descripció
Construcció de caràcter industrial, presenta planta quadrangular i coberta plana amb una petita torre que sobresurt d'un extrem de la coberta.
Les façanes estan arrebossades i pintades de color blanc, excepte les ornamentacions de color vermell fosc situades al voltant d'algunes obertures, les cantonades i la barana superior.
Interiorment es desenvolupa en dos nivells amb una estructuració adequada al seu ús.
Per la part posterior de la construcció hi ha diversos cossos adossats annexes a l'edifici que presenten una coberta inclinada de teula i les façanes arrebossades i pintades de color blanc.

## Història
Actualment les seves instal·lacions encara es troben en funcionament.